# Констант (художник)
Конста́нт МФА: [constant]о файле Анто́н Ни́венхейс (нидерл. Constant Anton Nieuwenhuijs / Nieuwenhuys / Nieuwenhuis ; 21 июля 1920, Амстердам — 1 августа 2005, Утрехт) — голландский художник-экспрессионист XX — начала XXI века, теоретик искусства, поэт, социальный утопист, визионер, музыкант.

## Биография
Констант Нивенхейс родился в Амстердаме и был старше на год своего брата Яна (англ.) (также впоследствии художника).
Увлекался музыкой с детства, знал нотную грамоту, пел в церковном хоре. Овладел игрой на гитаре и скрипке, но исполнял только импровизационную музыку, а в возрасте 45 лет овладел игрой на цимбалах.
После года посещений Скульптурных классов (англ.) в Амстердаме Констант поступает в Государственную Академию искусств (англ.)  (Rijksakademie voor Beeldende Kunst); учится здесь с 1939 по 1941 год.

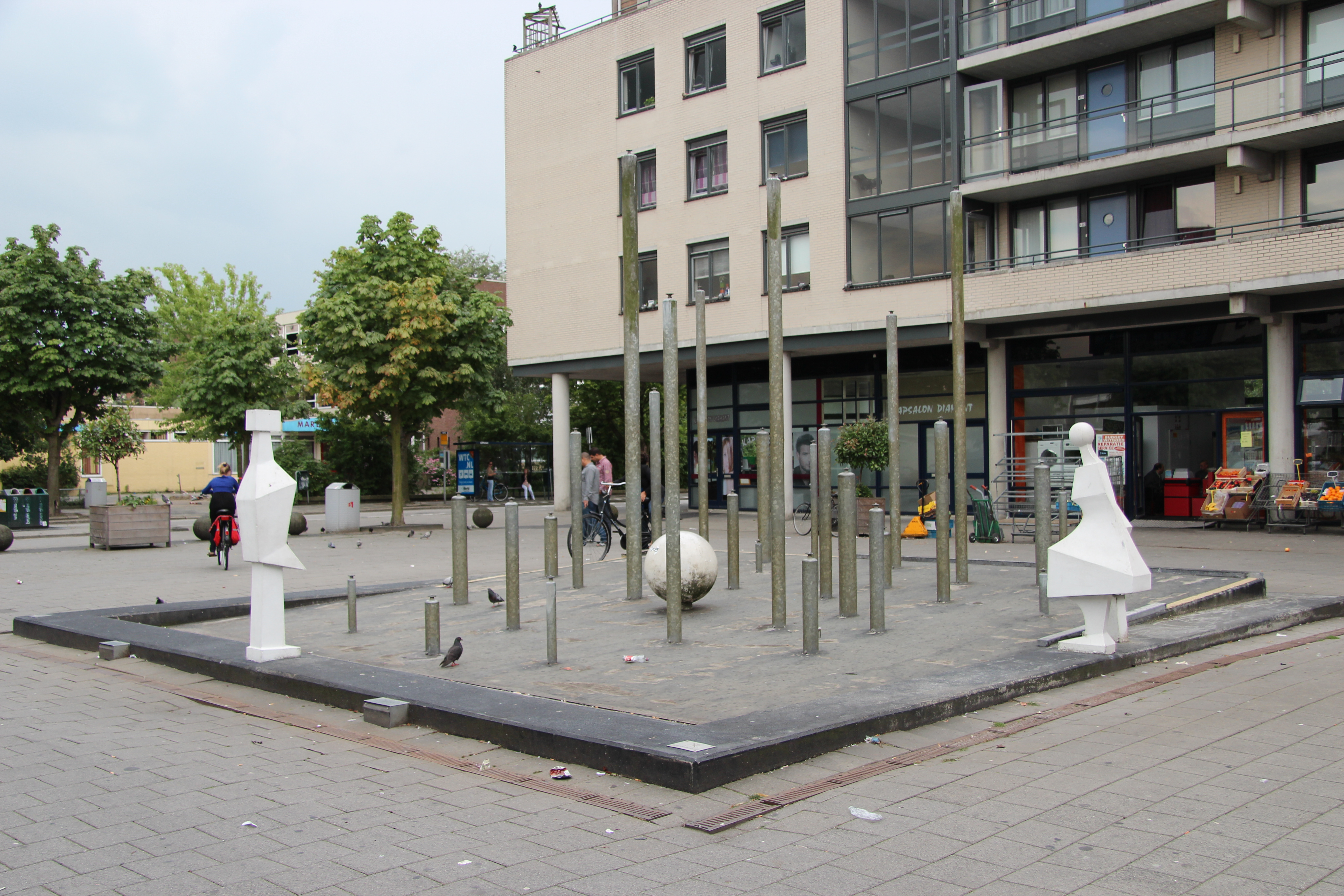
Констант: Фонтан в Kooiplein. Лейден, 1970

Член-основатель группы бунтарски настроенных художников КОБРА. В первое время (с момента знакомства в 1946) был под влиянием Асгера Йорна. Тогда в живописи Константа появляются образы фантастических животных, исполненные дикой агрессии человеческие существа . Период высшей активности движения CoBrA был продуктивным и для Константа (картины Белая птица, 1948; Лестница, 1949; Выжженная земля, 1951 — вот некоторые из значимых работ, созданных в тот период). В группе Констан неизменно выполнял функции теоретика: писал статьи для прессы и каталогов, чеканно формулировал тезисы манифестов группы КОБРА.
На протяжении всего долгого жизненного пути Константа он (устно и печатно) рефлексировал на тему современного общества, в качестве инструмента используя марксистскую критику. Особо отмечал роль художника в социуме; важность высвобождения творческой энергии человека . Одной из любопытнейших затей, вынашиваемых Константом с начала 50-х годов, был утопический, с прицелом на далёкую перспективу, архитектурный проект го́рода будущего под названием «Новый Вавилон» .